# Фейсал ибн Халид Аль Сауд (1973)
Фейса́л ибн Хали́д Аль Сау́д (араб. فيصل بن خالد بن سلطان بن عبد العزيز آل سعود‎; род. 10 июля 1973, Эр-Рияд) — саудовский принц, губернатор провинции Эль-Худуд-эш-Шамалийя (с 2017 года).

## Биография

### Происхождение и образование
Фейсал ибн Халид родился 10 июля 1973 года в семье принца Халида ибн Султана Аль Сауда и его супруги, принцессы Лулувы бинт Фахд Аль Сауд (ум. 2022), дочери Фахда ибн Абдул-Азиза, который правил страной в 1982—2005 годах.
Получил образование в Университете короля Сауда, который закончил в качестве бакалавра политологии. Затем он уехал в США, где закончил Массачусетский университет в степени магистра международных отношений.

### Политическая карьера
В 2006 году король Абдалла назначил его одним из советником наследного принца, которым тогда был его дед, принц Султан.
В 2016 году король Салман назначил его королевским советником.
Спустя год 22 апреля 2017 года принц Фейсал ибн Халид был назначен губернатором провинции Эль-Худуд-эш-Шамалийя, сменив на этой должности принца Мишааля ибн Абдаллу Аль Сауда.